# Коллинз, Альберт
А́льберт Ко́ллинз (англ. Albert Collins, 1 октября 1932 — 24 ноября 1993) — американский гитарист и певец, видный представитель электрического блюза, прозванный «мастером телекастера» и «бритвенным лезвием». Как писал музыкальный сайт AllMusic, Коллинз отличался мощным стилем исполнения, настройкой гитары в необычных строях и использованием каподастра. Самый большой хит музыканта — «Frosty» (1962), сингл с которым был продан в количестве более миллиона экземпляров.
В 2011 году журнал «Роллинг стоун» поместил Коллинза на 56-е место своего «списка 100 величайших гитаристов всех времён».

## Дискография
- См. «Albert Collins § Discography» в английском разделе.